# Joe Arpaio
Joseph Michael Arpaio, més conegut com a Joe Arpaio   (Springfield, 14 de juny de 1932), és un agent de l'ordre públic retirat i un polític estatunidenc.

## Carrera
Va exercir com a xèrif del comtat de Maricopa, a Arizona, del 1993 al 2017, és a dir, 24 anys en total. En el càrrec, l'autoproclamat «xèrif més dur dels Estats Units» va executar un conjunt de polítiques controvertides i dures contra la immigració il·legal, arran de les quals es va convertir en una figura referencial en l'aplicació de la llei per als ciutadans locals. De fet, alguns el van arribar a considerar «l'única persona que actua respecte a la immigració i la criminalitat» i va ser reelegit democràticament com a xèrif del comtat fins al 2016, enfront de la victòria de Paul Penzone. Per contra, la gestió d'Arpaio també va ser objecte de crítiques: el seu sistema carcerari va rebre 2.150 denúncies per violència policial entre el 2004 i el novembre del 2007 i del 2005 en endavant se'l va començar a conèixer per lluitar activament contra la immigració, detenir il·legalment persones d'origen llatinoamericà i impulsar una investigació sobre la nacionalitat de Barack Obama, llavors president dels Estats Units. El 31 de juliol del 2017, va ser condemnat a sis mesos de presó per la Cort del Districte d'Arizona per haver arrestat una persona llatinoamericana solament sota la sospita que havia immigrat il·lícitament al país. El mes següent, però, Donald Trump va atorgar el seu primer indult presidencial a Arpaio; el Govern dels Estats Units va comunicar la decisió en un comunicat que ho justificava de la manera següent: «Durant el seu mandat com a xèrif, Arpaio va treballar per protegir a la població de la criminalitat i la immigració il·legal». El 2018, Arpaio va fer públic que tenia la intenció de presentar-se com a candidat del Partit Republicà al Senat dels Estats Units.

## Vida personal
És fill d'immigrants napolitans, però es va criar sense mare. Va conèixer la seva dona Ava de jove a Washington DC mentre hi treballava d'agent de policia. Es van casar un any més tard en una església catòlica de Ciutat de Mèxic, van tenir dos fills i van conviure com a matrimoni 63 anys, fins que ella va morir a 89 anys el 2021.